# Tachigali subvelutina
Tachigali subvelutina là một loài thực vật có hoa trong họ Đậu. Loài này được (Benth.) Oliveira-Filho mô tả khoa học đầu tiên năm 2006.